# Distribución exponencial
En Teoría de Probabilidad y Estadística, la distribución exponencial es una distribución continua que se utiliza para modelar tiempos de espera para la ocurrencia de un cierto evento. Esta distribución al igual que la distribución geométrica tiene la propiedad de pérdida de memoria. La distribución exponencial es un caso particular de la distribución gamma. 

## Definición

### Función de Densidad
Se dice que una variable aleatoria continua {\displaystyle X} tiene una distribución exponencial con parámetro {\displaystyle \lambda >0} y escribimos {\displaystyle X\sim \operatorname {Exp} (\lambda )} si su función de densidad es
{\displaystyle f_{X}(x)=\lambda e^{-\lambda x}}
para {\displaystyle x\geq 0}.

### Función de Distribución
Su función de distribución acumulada está dada por
{\displaystyle F_{X}(x)=1-e^{-\lambda x}}
para {\displaystyle x\geq 0}.

### Parametrización Alternativa
La distribución exponencial en ocasiones se parametriza en términos del parámetro de escala {\displaystyle \beta =1/\lambda } en cuya caso, la función de densidad será
{\displaystyle f_{X}(x)={\frac {1}{\beta }}\;e^{-{\frac {x}{\beta }}}}
para {\displaystyle x\geq 0}.

### Función de Supervivencia
De forma adicional esta distribución presenta una función adicional que es función Supervivencia  (S), que representa el complemento de la Función de distribución.
{\displaystyle S(x)=\operatorname {P} [X>x]=\left\{{\begin{matrix}1&{\text{para }}x<0\\e^{-\lambda x}&{\text{para }}x\geq 0\end{matrix}}\right.}

## Propiedades
Si {\displaystyle X} es una variable aleatoria tal que {\displaystyle X\sim \operatorname {Exp} (\lambda )} entonces
La media de la variable aleatoria {\displaystyle X} es
{\displaystyle \operatorname {E} [X]={\frac {1}{\lambda }}}
La varianza de la variable aleatoria {\displaystyle X} es
{\displaystyle \operatorname {Var} [X]={\frac {1}{\lambda ^{2}}}}
El {\displaystyle n}-ésimo momento de la variable aleatoria {\displaystyle X} es
{\displaystyle \operatorname {E} [X^{n}]={\frac {n!}{\lambda ^{n}}}}
La función generadora de momentos de {\displaystyle X} para {\displaystyle \lambda >t} está dada por
{\displaystyle M_{X}(t)=\left(1-{\frac {t}{\lambda }}\right)^{-1}={\frac {\lambda }{\lambda -t}}}

### Escala
Si {\displaystyle X} es una variable aleatoria tal que {\displaystyle X\sim \operatorname {Exp} (\lambda )} y {\displaystyle c>0} una constante entonces
{\displaystyle cX\sim \operatorname {Exp} \left({\frac {\lambda }{c}}\right)}

### Pérdida de Memoria
Sea {\displaystyle X} una variable aleatoria tal que {\displaystyle X\sim \operatorname {Exp} (\lambda )} entonces para cualesquiera {\displaystyle x,y\geq 0}
{\displaystyle \operatorname {P} [X>x+y|X>y]=\operatorname {P} [X>x]}
Esto puede demostrarse fácilmente pues 
{\displaystyle {\begin{aligned}\operatorname {P} [X>x+y|X>y]&={\frac {\operatorname {P} [X>x+y\cap X>y]}{\operatorname {P} [X>y]}}\\&={\frac {\operatorname {P} [X>x+y]}{\operatorname {P} [X>y]}}\\&={\frac {e^{-\lambda (x+y)}}{e^{-\lambda y}}}\\&=e^{-\lambda x}\\&=\operatorname {P} [X>x]\end{aligned}}}

### Cuantiles
La función cuantil (inversa de la función de distribución acumulada) para una variable aleatoria {\displaystyle X\sim \operatorname {Exp} (\lambda )} está dada por
{\displaystyle F^{-1}(p)={\frac {-\ln(1-p)}{\lambda }}\qquad 0\leq p<1}
por lo que los cuantiles son: 
El primer cuartil es
{\displaystyle F^{-1}\left({\frac {1}{4}}\right)=-{\frac {\ln \left({\frac {3}{4}}\right)}{\lambda }}={\frac {1}{\lambda }}\ln \left({\frac {4}{3}}\right)}
La mediana es
{\displaystyle F^{-1}\left({\frac {1}{2}}\right)=-{\frac {\ln \left({\frac {1}{2}}\right)}{\lambda }}={\frac {\ln(2)}{\lambda }}}
Y el tercer cuartil está dado por
{\displaystyle F^{-1}\left({\frac {3}{4}}\right)=-{\frac {\ln \left({\frac {1}{4}}\right)}{\lambda }}={\frac {\ln(4)}{\lambda }}}

### Valor en riesgo condicional (pérdida esperada)
El valor condicional en riesgo (CVaR) también conocido como déficit esperado o supercuantil para Exp(λ) se obtiene de la siguiente manera:
{\displaystyle {\begin{aligned}{\bar {q}}_{\alpha }(X)&={\frac {1}{1-\alpha }}\int _{\alpha }^{1}q_{p}(X)dp\\&={\frac {1}{(1-\alpha )}}\int _{\alpha }^{1}{\frac {-\ln(1-p)}{\lambda }}dp\\&={\frac {-1}{\lambda (1-\alpha )}}\int _{1-\alpha }^{0}-\ln(y)dy\\&={\frac {-1}{\lambda (1-\alpha )}}\int _{0}^{1-\alpha }\ln(y)dy\\&={\frac {-1}{\lambda (1-\alpha )}}[(1-\alpha )\ln(1-\alpha )-(1-\alpha )]\\&={\frac {-\ln(1-\alpha )+1}{\lambda }}\\\end{aligned}}}

### Probabilidad de superación amortiguada (bPOE)
La probabilidad amortiguada de superación es uno menos el nivel de probabilidad en el que el CVaR es igual al umbral {\displaystyle x}.  Se obtiene de la siguiente manera:
{\displaystyle {\begin{aligned}{\bar {p}}_{x}(X)&=\{1-\alpha |{\bar {q}}_{\alpha }(X)=x\}\\&=\{1-\alpha |{\frac {-\ln(1-\alpha )+1}{\lambda }}=x\}\\&=\{1-\alpha |\ln(1-\alpha )=1-\lambda x\}\\&=\{1-\alpha |e^{\ln(1-\alpha )}=e^{1-\lambda x}\}=\{1-\alpha |1-\alpha =e^{1-\lambda x}\}=e^{1-\lambda x}\end{aligned}}}

### Divergencia de Kullback-Leibler
La divergencia de Kullback-Leibler dirigida en nats de 
{\displaystyle e^{\lambda }} (distribution de aproximación) de {\displaystyle e^{\lambda _{0}}} (distribución "verdadera") viene dada por
{\displaystyle {\begin{aligned}\Delta (\lambda _{0}\parallel \lambda )&=\mathbb {E} _{\lambda _{0}}\left(\log {\frac {p_{\lambda _{0}}(x)}{p_{\lambda }(x)}}\right)\\&=\mathbb {E} _{\lambda _{0}}\left(\log {\frac {\lambda _{0}e^{\lambda _{0}x}}{\lambda e^{\lambda x}}}\right)\\&=\log(\lambda _{0})-\log(\lambda )-(\lambda _{0}-\lambda )E_{\lambda _{0}}(x)\\&=\log(\lambda _{0})-\log(\lambda )+{\frac {\lambda }{\lambda _{0}}}-1.\end{aligned}}}

### Distribución de máxima entropía
Entre todas las distribuciones de probabilidad continuas con soporte cerrada-abierta 0, ∞ y media μ, la distribución exponencial con λ = 1/μ tiene la mayor entropía diferencial. En otras palabras, es la distribución de probabilidad de máxima entropía para una variante aleatoria X que es mayor o igual que cero y para la que E[X] es fija.

### Distribución del mínimo de variables aleatorias exponenciales
Sean X1, ..., Xn variables aleatorias exponencialmente distribuidas con parámetros de tasa λ1, ..., λn.  Entonces
{\displaystyle \min \left\{X_{1},\dotsc ,X_{n}\right\}}
también se distribuye exponencialmente, con el parámetro
{\displaystyle \lambda =\lambda _{1}+\dotsb +\lambda _{n}.}
Esto puede verse considerando la función de distribución acumulativa complementaria:
{\displaystyle {\begin{aligned}&\Pr \left(\min\{X_{1},\dotsc ,X_{n}\}>x\right)\\={}&\Pr \left(X_{1}>x,\dotsc ,X_{n}>x\right)\\={}&\prod _{i=1}^{n}\Pr \left(X_{i}>x\right)\\={}&\prod _{i=1}^{n}\exp \left(-x\lambda _{i}\right)=\exp \left(-x\sum _{i=1}^{n}\lambda _{i}\right).\end{aligned}}}
El índice de la variable que alcanza el mínimo se distribuye según la distribución categórica
{\displaystyle \Pr \left(X_{k}=\min\{X_{1},\dotsc ,X_{n}\}\right)={\frac {\lambda _{k}}{\lambda _{1}+\dotsb +\lambda _{n}}}.}
Puede verse una prueba dejando que
{\displaystyle I=\operatorname {argmin} _{i\in \{1,\dotsb ,n\}}\{X_{1},\dotsc ,X_{n}\}}. Entonces,
{\displaystyle {\begin{aligned}\Pr(I=k)&=\int _{0}^{\infty }\Pr(X_{k}=x)\Pr(\forall _{i\neq k}X_{i}>x)\,dx\\&=\int _{0}^{\infty }\lambda _{k}e^{-\lambda _{k}x}\left(\prod _{i=1,i\neq k}^{n}e^{-\lambda _{i}x}\right)dx\\&=\lambda _{k}\int _{0}^{\infty }e^{-\left(\lambda _{1}+\dotsb +\lambda _{n}\right)x}dx\\&={\frac {\lambda _{k}}{\lambda _{1}+\dotsb +\lambda _{n}}}.\end{aligned}}}
Nótese que 
{\displaystyle \max\{X_{1},\dotsc ,X_{n}\}}
{\displaystyle \max\{X_{1},\dotsc ,X_{n}\}}
no es una distribución exponencial, si X1, …, Xn no todos tienen parámetro 0.

### Momentos conjuntos de estadísticos de orden exponencial i.i.d
Sean {\displaystyle X_{1},\dotsc ,X_{n}} {\displaystyle n} independent and identically distributed variables aleatorias exponenciales con parámetro de tasa λ. 
Sean {\displaystyle X_{(1)},\dotsc ,X_{(n)}} los correspondientes estadísticos de orden. 
Para {\displaystyle i<j} , el momento conjunto {\displaystyle \operatorname {E} \left[X_{(i)}X_{(j)}\right]} de los estadísticos de orden {\displaystyle X_{(i)}} y {\displaystyle X_{(j)}} viene dado por
{\displaystyle {\begin{aligned}\operatorname {E} \left[X_{(i)}X_{(j)}\right]&=\sum _{k=0}^{j-1}{\frac {1}{(n-k)\lambda }}\operatorname {E} \left[X_{(i)}\right]+\operatorname {E} \left[X_{(i)}^{2}\right]\\&=\sum _{k=0}^{j-1}{\frac {1}{(n-k)\lambda }}\sum _{k=0}^{i-1}{\frac {1}{(n-k)\lambda }}+\sum _{k=0}^{i-1}{\frac {1}{((n-k)\lambda )^{2}}}+\left(\sum _{k=0}^{i-1}{\frac {1}{(n-k)\lambda }}\right)^{2}.\end{aligned}}}
Esto puede verse invocando la ley de la expectativa total y la propiedad sin memoria:
{\displaystyle {\begin{aligned}\operatorname {E} \left[X_{(i)}X_{(j)}\right]&=\int _{0}^{\infty }\operatorname {E} \left[X_{(i)}X_{(j)}\mid X_{(i)}=x\right]f_{X_{(i)}}(x)\,dx\\&=\int _{x=0}^{\infty }x\operatorname {E} \left[X_{(j)}\mid X_{(j)}\geq x\right]f_{X_{(i)}}(x)\,dx&&\left({\textrm {since}}~X_{(i)}=x\implies X_{(j)}\geq x\right)\\&=\int _{x=0}^{\infty }x\left[\operatorname {E} \left[X_{(j)}\right]+x\right]f_{X_{(i)}}(x)\,dx&&\left({\text{by the memoryless property}}\right)\\&=\sum _{k=0}^{j-1}{\frac {1}{(n-k)\lambda }}\operatorname {E} \left[X_{(i)}\right]+\operatorname {E} \left[X_{(i)}^{2}\right].\end{aligned}}}
La primera ecuación se sigue de la ley de la expectativa total.
La segunda ecuación explota el hecho de que una vez que condicionamos en {\displaystyle X_{(i)}=x}, debe seguirse que {\displaystyle X_{(j)}\geq x}. La tercera ecuación se basa en la propiedad sin memoria para reemplazar {\displaystyle \operatorname {E} \left[X_{(j)}\mid X_{(j)}\geq x\right]} con {\displaystyle \operatorname {E} \left[X_{(j)}\right]+x}.

## Ejemplo
Ejemplos para la distribución exponencial es la distribución de la longitud de los intervalos de una variable continua que transcurren entre dos sucesos, que se distribuyen según la distribución de Poisson.
- El tiempo transcurrido en un centro de llamadas hasta recibir la primera llamada del día se podría modelar como una exponencial.
- El intervalo de tiempo entre terremotos (de una determinada magnitud) sigue una distribución exponencial.
- Supongamos una máquina que produce hilo de alambre, la cantidad de metros de alambre hasta encontrar una falla en el alambre se podría modelar como una exponencial.
- En fiabilidad de sistemas, un dispositivo con tasa de fallo constante sigue una distribución exponencial.

## Distribuciones Relacionadas

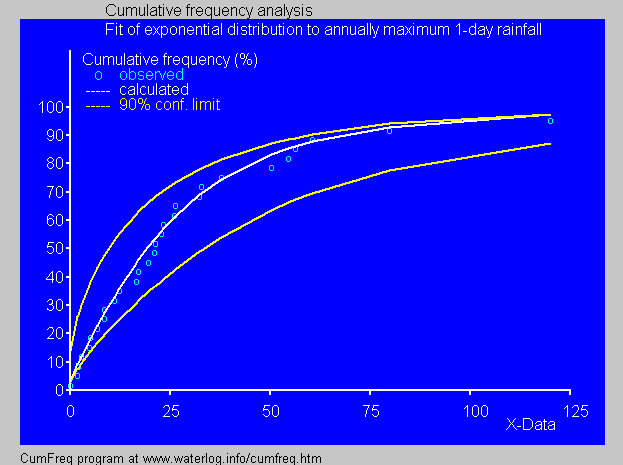
Distribución cumulativa ajustada a máximos anuales de lluvias diarias

- Si {\displaystyle X\sim \operatorname {Laplace} (\mu ,\beta ^{-1})} entonces {\displaystyle |X-\mu |\sim \operatorname {Exp} (\beta )}.
- Si {\displaystyle X\sim \operatorname {Pareto} (1,\lambda )} entonces {\displaystyle \ln(X)\sim \operatorname {Exp} (\lambda )}.
- Si {\displaystyle X\sim \Gamma (1,\lambda )} entonces {\displaystyle X\sim \operatorname {Exp} (\lambda )}.
- Si {\displaystyle X_{1},X_{2},\dots ,X_{n}} son variables aleatorias independientes tales que {\displaystyle X_{i}\sim \operatorname {Exp} (\lambda )}entonces {\displaystyle \sum \limits _{i=1}^{n}X_{i}\sim \Gamma \left(n,\lambda \right)}, donde {\displaystyle \Gamma \left(n,\lambda \right)} es la distribución de Erlang con parámetros {\displaystyle n\in \mathbb {N} } y {\displaystyle \lambda }, esto es {\displaystyle \sum \limits _{i=1}^{n}X_{i}\sim \operatorname {Erlang} \left(n,\lambda \right)}. Es decir, la suma de {\displaystyle n} variables aleatorias independientes con distribución exponencial con parámetro {\displaystyle \lambda } es una variable aleatoria con distribución de Erlang.

## Inferencia Estadística
Suponga que {\displaystyle X} es una variable aleatoria tal que {\displaystyle X\sim \operatorname {Exp} (\lambda )} y {\displaystyle x_{1},x_{2},\dots ,x_{n}} es una muestra proveniente de {\displaystyle X}.

### Estimación de Parámetros
El estimador por máxima verosimilitud de {\displaystyle \lambda } se construye como sigue:
La función de verosimilitud está dada por
{\displaystyle {\begin{aligned}{\mathcal {L}}(\lambda )&=\prod _{i=1}^{n}\lambda e^{-\lambda x_{i}}\\&=\lambda ^{n}\operatorname {exp} \left(-\lambda \sum _{i=1}^{n}x_{i}\right)\\&=\lambda ^{n}\operatorname {exp} (-\lambda n{\bar {x}})\end{aligned}}}
donde
{\displaystyle {\bar {x}}={\frac {1}{n}}\sum _{i=1}^{n}x_{i}}
es la media muestral.
Tomando logaritmos a la función de verosimilitud 
{\displaystyle {\begin{aligned}\ln {\mathcal {L}}(\lambda )&=\ln \left(\lambda ^{n}\operatorname {exp} (-\lambda n{\bar {x}})\right)\\&=n\ln \lambda -\lambda n{\bar {x}}\end{aligned}}}
derivando respecto a {\displaystyle \lambda } obtenemos
{\displaystyle {\begin{aligned}{\frac {d\ln {\mathcal {L}}}{d\lambda }}&={\frac {d}{d\lambda }}(n\ln \lambda -\lambda n{\bar {x}})\\&={\frac {n}{\lambda }}-n{\bar {x}}\end{aligned}}}
Si igualamos a {\displaystyle 0} obtenemos el estimador {\displaystyle {\hat {\lambda }}} dado por
{\displaystyle {\hat {\lambda }}={\frac {1}{\bar {x}}}}
El estimador {\displaystyle {\hat {\lambda }}} es un estimador NO insesgado pues
{\displaystyle \operatorname {E} [{\hat {\lambda }}]\neq \lambda }

## Aplicación
En la hidrología, la distribución exponencial se emplea para analizar variables aleatorias extremos de variables como máximos mensuales y anuales de la precipitación diaria.
- La imagen azul ilustra un ejemplo de ajuste de la distribución exponencial a lluvias máximas diárias anuales ordenadas, mostrando también la franja de 90% de  confianza, basada en la distribución binomial. Las observaciones presentan los marcadores de posición, como parte del análisis de frecuencia acumulada.

## Métodos computacionales

### Generador de números pseudoaleatorios
Para obtener números pseudoaleatorios la variable aleatoria {\displaystyle X} con distribución exponencial y parámetro {\displaystyle \lambda }, se utiliza un algoritmo basado en el método de la transformada inversa.
Para generar un valor de {\displaystyle X\sim \operatorname {Exp} (\lambda )} a partir de una variable aleatoria {\displaystyle U\sim \operatorname {U} (0,1)} se utiliza el siguiente algoritmo
{\displaystyle X=-{\frac {1}{\lambda }}\ln(1-U)}
utilizando el hecho de que si {\displaystyle U\sim \operatorname {U} (0,1)} entonces {\displaystyle 1-U\sim \operatorname {U} (0,1)} por lo que una versión más eficiente del algoritmo es
{\displaystyle X=-{\frac {1}{\lambda }}\ln(U)}

## Software
Se puede usar software y un programa de computadora para el ajuste de una distribución de probabilidad, incluyendo la exponencial, a una serie de datos:
- Easy fit Archivado el 23 de febrero de 2018 en Wayback Machine., "data analysis & simulation"
- MathWorks Benelux (enlace roto disponible en Internet Archive; véase el historial, la primera versión y la última).
- ModelRisk, "risk modelling software"
- Ricci distributions, fitting distrubutions with R , Vito Ricci, 2005
- Risksolver, automatically fit distributions and parameters to samples
- StatSoft distribution fitting Archivado el 30 de agosto de 2012 en Wayback Machine.
- CumFreq  , libre sin costo, incluye intervalos de confianza a base de la distribución binomial